# Manouchehr Marzban
Manouchehr Marzban (* 1911; † 2004) war ein persischer Botschafter.

## Leben
Manouchehr Marzban studierte an der Universität Freiburg in der Schweiz sowie an der Universität Lausanne Sozialwissenschaften und trat 1936 in den auswärtigen Dienst. Er war Konsul im Generalkonsulat in New York City. Als Botschaftssekretär in Rom war er Geschäftsträger ebenso war er Gesandter in Tokio.
Von 1968 bis 1969 war er zunächst Botschafter in Bangkok, Thailand und von 1972 bis 1974 in Bagdad, Irak. Anschließend war er von 1974 bis Mai 1979 Persischer Botschafter in Stockholm, Schweden.